# Henning Klostermann
Henning Klostermann (* 3. April 1938 in Sondershausen) ist ein deutscher Geograph und Politiker (SPD).

## Leben und Beruf
Nach dem Abitur in Sondershausen absolvierte Klostermann zunächst ein praktisches Jahr in der Energieversorgung. Er studierte von 1958 bis 1963 Geographie an der Universität Greifswald, bestand die Prüfung zum Diplom-Geographen und war anschließend bis 1966 als wissenschaftlicher Mitarbeiter beim Küstenschutzamt in Rostock-Warnemünde tätig.
Klostermann arbeitete von 1966 bis 1985 als Gruppenleiter und Sektorenleiter für Wasserhaushaltsforschung und Wasserbewirtschaftung bei der Wasserwirtschaftsdirektion Küste in Stralsund. Er promovierte 1970 zum Dr. rer. nat. und war seit 1985 freiberuflich als Fachübersetzer und Referent tätig.
Daneben engagiert er sich als BUND-Mitglied im Bereich des Umwelt- und Naturschutzes. Außerdem ist er seit 2006 Vorsitzender der Gesellschaft der Freunde und Förderer der Hochschule Stralsund e. V.

## Abgeordneter
Klostermann gehörte von 1990 bis 2002 dem Landtag von Mecklenburg-Vorpommern an, war dort umweltpolitischer Sprecher der SPD-Fraktion und von 1998 bis 2002 Vorsitzender des Umweltausschusses.

## Werke
- Quantitative Analyse von Regimefaktoren des Oberflächenabflusses am Beispiel eines endmoränalen kleinen Einzugsgebietes. Greifswald, Diss. v. 16. Dez. 1970

| Personendaten    | Personendaten                               |
| ---------------- | ------------------------------------------- |
| NAME             | Klostermann, Henning                        |
| KURZBESCHREIBUNG | deutscher Geograph und Politiker (SPD), MdL |
| GEBURTSDATUM     | 3. April 1938                               |
| GEBURTSORT       | Sondershausen                               |